# Huésped (biología)

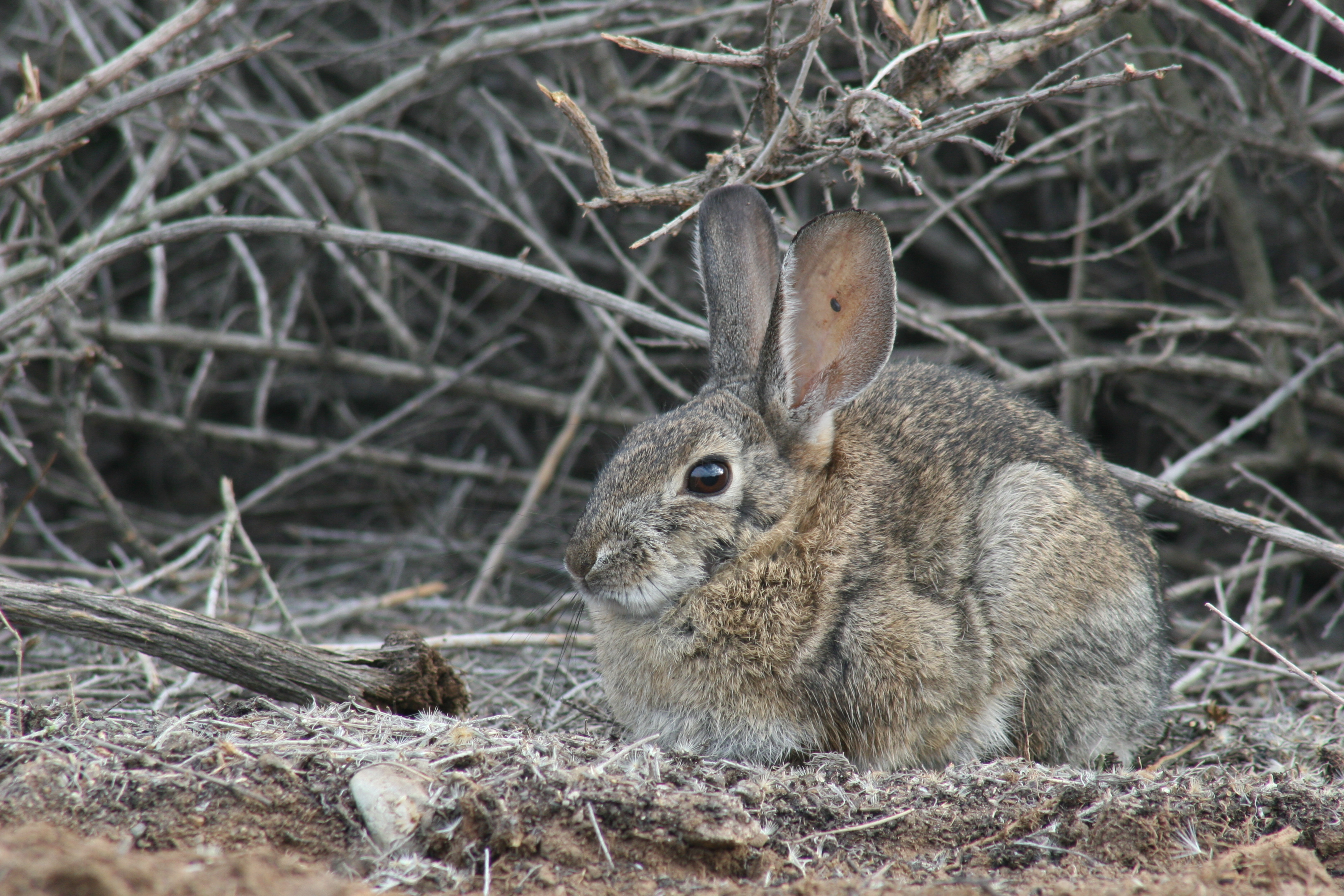
Conejo del desierto con una garrapata en su oreja.

En biología, se llama huésped, hospedador, hospedante u hospedero a aquel organismo que alberga a otro en su interior o que lo porta sobre sí, ya sea en una simbiosis de parasitismo, comensalismo o mutualismo.
Este uso del término es opuesto al que tiene en el lenguaje coloquial, donde "huésped" significa «hospedado» y no «hospedador». La palabra huésped procede del latín hospes (genitivo hospitis), que ya representaba entonces la misma pareja de significados contradictorios: «el que alberga» y «el que es albergado». Debido a la ambigüedad del término, en biología se prefieren los términos hospedador (del latín hospitator), hospedero u hospedante, mientras que en medicina a menudo se utiliza huésped.

## Tipos de interacciones
Es pertinente hablar de huésped siempre que hay una relación de dependencia de un sistema biológico (un ser vivo o un virus) respecto a otro sobre el que habita, ya sea de manera continua o temporal. Esto puede ocurrir en interacciones próximas de los siguientes tipos:
- Parasitismo. Los endoparásitos residen permanentemente, al menos en algunas etapas de su desarrollo, en el interior de su huésped, ocupando huéspedes sucesivos en distintas fases de su ciclo. Los endoparásitos suelen guardar una extrema especificidad de relación con sus huéspedes, dependiendo a menudo de una o unas pocas especies relacionadas. Los ectoparásitos, por ejemplo los hematófagos, pueden o suelen ser menos exigentes, pero no siempre; por ejemplo, en las orugas de las mariposas es común una dependencia muy estrecha respecto a la planta nutricia.
- Patogénesis. Muchos virus, bacterias, hongos y pequeños animales, producen enfermedades, en lo que representa una forma extrema de parasitismo. La relación de los patógenos suele ser especialmente específica, porque la evolución tiende a producir una adaptación del huésped al patógeno; solo cuando un agente encuentra una nueva especie huésped la relación adopta la forma típica.
- Comensalismo. Los comensales suelen ser menos selectivos con los huéspedes que escogen, tanto en los casos de foresis (el transporte del organismo más pequeño por el más grande) o inquilinismo como en los de dependencia alimentaria.
- Mutualismo. Los hongos micorrizantes son diversamente dependientes respecto a su planta huésped. Lo mismo puede decirse de las bacterias fijadoras de nitrógeno y de las bacterias intestinales que ayudan a la digestión.

## Tipos de huésped en el parasitismo
Hablando de parásitos, se llama huésped primario a aquel donde desarrolla la mayor parte de su existencia y, sobre todo, su crecimiento. Se llama huésped secundario al que alberga al parásito solo en una fase inicial de su crecimiento, casi siempre en relación con su dispersión y para facilitar su ingreso en el huésped primario. Por ejemplo, los nematodos del género Anisakis, que producen anisakiasis en humanos, lo hacen porque sus huéspedes primarios naturales son mamíferos marinos, de fisiología parecida a la humana, mientras que los huéspedes secundarios son, en momentos sucesivos de su desarrollo pequeños crustáceos inicialmente y luego peces, cuando se comen a los primeros. La infestación de cetáceos o de los seres humanos se produce cuando devoran a los peces. Otro ejemplo es el de las especies de Plasmodium que infectan a los seres humanos, protistas apicomplejos que producen la malaria, caso en el que el huésped secundario es un mosquito del género Anopheles, el cual actúa como vector de la enfermedad. 
En función de su utilidad para el parásito existen varios tipos de hospedadores o huéspedes:
- Hospedador definitivo: designa un ser vivo que es imprescindible para el parásito ya que este desarrollará principalmente su fase adulta en el anfitrión.
- Hospedador intermediario: designa a un hospedador igualmente imprescindible en el ciclo vital del parásito, donde este desarrolla alguna o todas las fases larvales o juveniles. A veces se confunde con el término «vector» y se considera como hospedador intermediario al invertebrado que participa en el ciclo vital, siendo en muchas ocasiones el hombre y los vertebrados los anfitriones intermedios, y los invertebrados los definitivos.
- Hospedador paraténico: Es el ser vivo que sirve de refugio temporal y de vehículo para acceder al hospedador definitivo. El parásito no evoluciona en este y por tanto no es imprescindible para completar el ciclo vital, aunque generalmente aumenta las posibilidades de supervivencia y transmisión. También se denomina hospedador de transporte.

Un huésped reservorio es el que alberga, en tanto que huésped primario, a un agente infeccioso o parásito que puede invadir ocasionalmente también el organismo humano o el de una especie de interés económico. Se produce un salto desde el origen de zoonosis, enfermedades procedentes de animales, y ocasionalmente de enfermedades infecciosas emergentes, cuando el agente o parásito adquiere la habilidad de pasar directamente de unos seres humanos a otros. Sabemos hoy que los reservorios de los que proceden las epidemias humanas iniciales de gripe son aves, o que las dos formas del VIH, que producen el sida, saltaron a la especie humana desde monos africanos.